# Haru Kuroki
Pour les articles homonymes, voir Haru et Kuroki.
Haru Kuroki (黒木華, Kuroki Haru), née à Osaka (Japon) le 14 mars 1990, est une actrice japonaise.

## Biographie
Elle travaille depuis 2010 pour l'agence PAPADO.

## Filmographie partielle

### Cinéma
- 2011 : Tokyo Oasis (東京オアシス, Tōkyō oashisu?) de Kana Matsumoto et Kayo Nakamura : Yasuko
- 2012 : Bungō : Sasayaka na yokubō (BUNGO〜ささやかな欲望〜?) de Kōsai Sekine (ja), Nobuhiro Yamashita (en) et Masaaki Taniguchi (ja) : Ayako
- 2013 : Sōgen no isu (草原の椅子?) de Izuru Narushima : Yayoi
- 2013 : Fune wo amu (舟を編む?) de Yūya Ishii : Midori Kishibe
- 2013 : Flower of Shanidar (シャニダールの花, Shanidaru no hana?) de Gakuryū Ishii : Kyoko Mitsuki
- 2013 : Kujikenaide (くじけないで?) de Yoshihiro Fukagawa (en) : Shizuko Shibata
- 2014 : La Maison au toit rouge (小さいおうち, Chiisai uchi?) de Yōji Yamada : Taki Nunomiya
- 2014 : Silver Spoon (銀の匙, Gin no saji?) de Keisuke Yoshida : Ayame Minamikujō
- 2015 : Tsukuroi tatsu hito (繕い裁つ人?) de Yukiko Mishima
- 2015 : Maku ga agaru (幕が上がる?) de Katsuyuki Motohiro : Misako Yoshioka
- 2015 : Solomon's Perjury (ソロモンの偽証, Soromon no gishō?) de Izuru Narushima : Emiko Moriuchi
- 2015 : Soromon no gishō: Kōhen saiban (ソロモンの偽証 後篇・裁判?) de Izuru Narushima : Emiko Moriuchi
- 2015 : Haha to kuraseba (母と暮せば?) de Yōji Yamada : Machiko Sata
- 2016 : A Bride for Rip Van Winkle (リップヴァンウィンクルの花嫁, Rippu Van Winkuru no hanayome?) de Shunji Iwai : Nanami Minakawa
- 2016 : Emiabi no hajimari to hajimari (エミアビのはじまりとはじまり?) de Kensaku Watanabe : Natsumi
- 2016 : The Long Excuse (永い言い訳, Nagai Iiwake?) de Miwa Nishikawa : Fukunaga
- 2016 : Kaizoku to yobareta otoko (en) (海賊とよばれた男?) de Takashi Yamazaki : Hatsumi Ogawa
- 2017 : Chotto ima kara shigoto yamete kuru (ちょっと今から仕事やめてくる?) de Izuru Narushima : Miki Igarashi
- 2017 : Umibe no ria (海辺のリア?) de Masahiro Kobayashi : Nobuko
- 2018 : Dualité[2] : la mère (court-métrage)
- 2018 : Chiritsubaki (散り椿?) de Daisaku Kimura (en) : Satomi Sakashita
- 2018 : Dans un jardin qu'on dirait éternel (日日是好日, Nichinichi kore kōjitsu?)[3] de Tatsushi Ōmori : Noriko
- 2018 : Okuotoko (億男?) de Keishi Ōtomo
- 2018 : Biburia kosho-dō no jiken techō (ビブリア古書堂の事件手帖?) de Yukiko Mishima : Shioriko Shinokawa
- 2018 : Kuru (来る?) de Tetsuya Nakashima : Kana Tahara
- 2020 : La Famille Asada (浅田家!, Asada-ke!?) de Ryōta Nakano (ja) : Wakana Kawakami

### Télévision
- 2012 : Jun to ai (純と愛?) : Chika Tanabe
- 2013 : Mahoro ekimae bangaichi (まほろ駅前番外地?) : Yukari Miyamoto
- 2013 : Legal High 2 (リーガル・ハイ?) : Jane Honda
- 2014 : Hanako to Anne (花子とアン?) : Kayo Ando
- 2014 : Gū-Gū datte neko de aru (en) (グーグーだって猫である?) : Minami
- 2015 : The Emperor's Cook (en) (天皇の料理番, Tennō no ryōriban?) : Toshiko Takahama
- 2016 : Sanada maru (真田丸?) : Ume

## Doublage
- 2012 : Les Enfants loups, Ame et Yuki (おおかみこどもの雨と雪, Ōkami kodomo no Ame to Yuki?) de Mamoru Hosoda : Yuki (voix)
- 2015 : Hana et Alice mènent l'enquête (花とアリス殺人事件, Hana to Arisu satsujin jiken?) de Shunji Iwai : Ogino Satomi (voix)
- 2015 : Le Garçon et la Bête (バケモノの子, Bakemono no ko?) de Mamoru Hosoda : Ichirōhiko jeune (voix)
- 2018 : Miraï, ma petite sœur (未来のミライ, Mirai no Mirai?) de Mamoru Hosoda : Miraï (voix)

## Distinctions
Sauf indication contraire, les informations mentionnées dans cette section peuvent être confirmées par la base de données cinématographiques IMDb,  présente dans la section « Liens externes ».

### Récompenses
- 2013 : Nikkan Sports Film Award du meilleur nouveau talent pour Sōgen no isu et Fune wo amu[4]
- 2013 : prix du meilleur nouveau talent pour Sōgen no isu, Fune wo amu et Flower of Shanidar au Festival du film de Yokohama
- 2014 : Berlinale : Ours d'argent de la meilleure actrice pour La Maison au toit rouge[5]
- 2014 : prix Kinema Junpō de la meilleure nouvelle actrice pour Fune wo amu[6]
- 2015 : prix du meilleur second rôle féminin pour La Maison au toit rouge aux Japan Academy Prize[7]
- 2016 : prix du meilleur second rôle féminin pour Nagasaki : Mémoires de mon fils aux Japan Academy Prize[8],[9]
- 2021 : prix de la meilleure actrice dans un second rôle pour La Famille Asada aux Japan Academy Prize[10]

### Nominations
- 2015 : prix du meilleur second rôle féminin pour La Maison au toit rouge aux Asian Film Awards
- 2017 : prix de la meilleure actrice pour A Bride for Rip Van Winkle aux Japan Academy Prize[11]
- 2017 : prix de la meilleure actrice pour A Bride for Rip Van Winkle aux Asian Film Awards
- 2019 : prix de la meilleure actrice pour Dans un jardin qu'on dirait éternel aux Japan Academy Prize[12]